# Trou des Celtes
Le trou des Celtes est une grotte située sur le territoire de la commune de Pierre-la-Treiche, en rive gauche de la Moselle. 
Cette grotte faisait partie initialement d'un endokarst situé sous le fond de la vallée de la Moselle ; cet endokarst a été recoupé lorsque la rivière s'est encaissée. Avant sa capture par la Meurthe, la Moselle a participé à la création et à l'élargissement de l'ensemble des grottes puis à leur comblement avec ses alluvions.

## Historique
La grotte sert de sépulture collective vers le IIe millénaire avant notre ère, au Chalcolithique-bronze ancien et au bronze final. Plus tard, pendant la Tène (Second âge du fer), elle est utilisée comme refuge par l'un des peuples gaulois qui habite la région, les Leuques (IIIe-Ier siècle av. J.-C.), occupations attestées par divers objets trouvés dans la cavité (silex taillés, poinçons d'os, pointes de flèches, fragments de poteries et de fibules, monnaies gauloises, etc.). Le nom même de Toul dérive de l'expression leuque Tulo Loucoru qui devint Tullum Leucorum avec l'arrivée des Romains en 52 av. J.-C., puis Tull et enfin Toul.
Cette cavité a été découverte en 1858 par Camille Husson (°1843 - †1886), fils de Nicolas Husson (°1814 - †1890), qu'ils explorent finalement à partir de 1863. Ils y ont trouvé des ossements humains et plusieurs objets conservés dans les collections du Musée d'art et d'histoire de Toul et au Musée lorrain. En 1901, le comte Jules Beaupré établit une correspondance avec des pièces trouvées dans une sépulture de la grotte du Géant (Gondreville). En 1932, Christian Chambosse (°1914 - †2004) effectue une série de fouilles dans la grotte qu'il décrit dans la presse locale, L'avenir toulois.
En 1964, la découverte d'un petit vase par le Cercle d'études locales du toulois (CELT) est à l'origine d'une reprise de fouilles méthodiques par Michel Hachet puis Roger Marguet. Ce n'est qu'à l'été 1968 que les fouilles atteignent des parties « intactes » c'est-à-dire non fouillées précédemment. Elles perdurent jusqu'en 1975 où le CELT découvre quelques nouvelles pièces (armature de flèches et scie à encoches).

## Classement spéléologique
L'ensemble de la cavité est de classe 1.